# Río Zamora
Río Zamora är ett vattendrag i Ecuador. Det ligger i den södra delen av landet, 300 km söder om huvudstaden Quito.